# Peridontopyge junquai
Peridontopyge junquai är en mångfotingart som beskrevs av Demange. Peridontopyge junquai ingår i släktet Peridontopyge och familjen Odontopygidae. Inga underarter finns listade i Catalogue of Life.